# Cephalophore

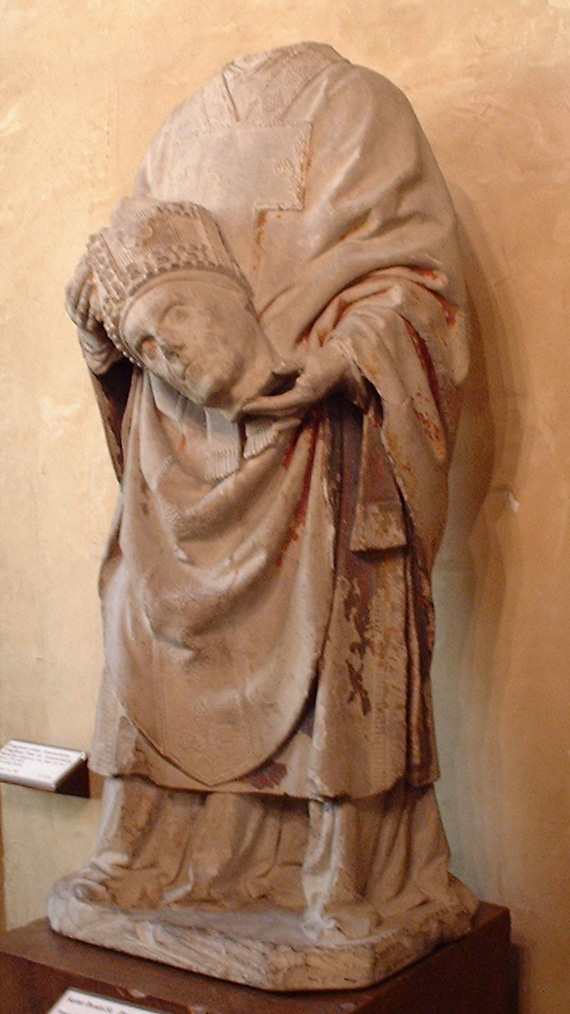
Hl. Dionysius von Paris

Als Cephalophoren (altgriechisch κεφαλοφόρος „Kopfträger“) werden frühchristliche Märtyrer bezeichnet, die im Allgemeinen mit ihrem abgetrennten Kopf in den Händen als ikonografisches Heiligenattribut dargestellt werden. Nach der Legende sollen sie nach ihrer Enthauptung noch ihren Kopf aufgehoben und damit eine gewisse Strecke zurückgelegt haben. Der Begriff wurde im Jahr 1914 von dem Franzosen Marcel Hébert († 1916) geprägt.

## Ursprung
Der Ursprung derartiger Legenden liegt im Volksglauben zahlreicher Völker. Bewegungen nach dem Kopf- oder Gliederabschlagen kommen bei verschiedenen Tierarten vor (Hühner, Echsen, Frösche); sie wurden von den Menschen beobachtet, mit überirdischen Kräften und Mächten in Verbindung gebracht und gedanklich auf den Menschen übertragen.
Am Beginn der christlichen Legendenbildung zu den Cephalophoren steht der hl. Dionysius von Paris († um 250). Danach entstanden zahlreiche Legenden ähnlicher Art in unterschiedlichen Gegenden Europas, vor allem aber in Frankreich.

## Bedeutung
Die mehr oder weniger gleichlautenden Legenden der Cephalophoren wurden als Hinweise oder gar als Beweise für das Weiterleben nach dem Tod verstanden.

## Liste von Cephalophoren (Auswahl)
- Alban von Mainz
- Aphrodisius von Béziers
- Aventin von Larboust
- Chrysolius
- Clarus von Rochester
- Dionysius von Paris
- Donnino von Fidenza
- Eliphius von Rampillon
- Emygdius von Ascoli
- Exuperantius
- Felix und Regula
- Ferreolus und Ferrutius
- Fragulphus
- Gaudentius von Saint-Gaudens
- Gemolo
- Génitur von Blanc
- Ginés de la Jara
- Gohard von Nantes
- Helerius von Jersey
- Hilarian von Espalion
- Justinian von Ramsey
- Justus von Beauvais
- Juthwara von Cornwall
- Laureanus von Ungarn
- Lambertus von Saragossa[1]
- Lucianus von Beauvais
- Libaria von Grand
- Livarius von Marsal
- Maurinus von Agen
- Mauritius
- Miliau
- Minias von Florenz
- Nectanus von Hartland
- Nicasius von Reims
- Nicasius, Quirinus und Scubiculus
- Noyalia
- Osgyth
- Piatus von Seclin
- Placidus von Disentis
- Principin (Auvergne)
- Quiteria (Quitterie)
- Reverianus von Autun
- Saturnina
- Sidwell von Exeter
- Solange
- Theonest
- Tréphine
- Trémeur
- Valeria von Limoges
- Vitores de Cerezo
- Winefride
- Wyllow

## Galerie

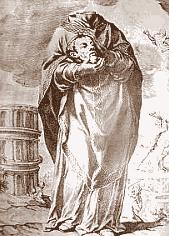
Aphrodisius von Béziers
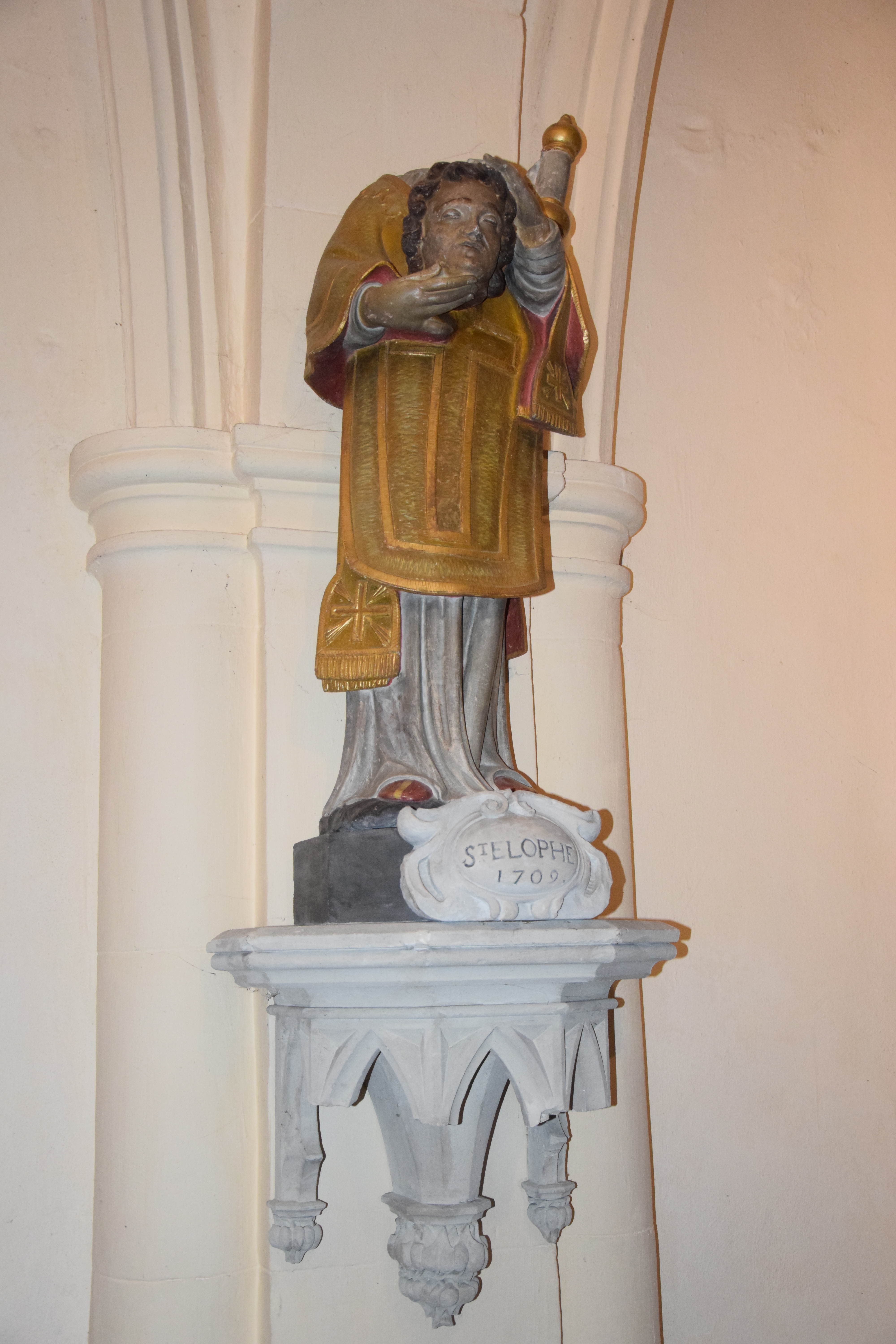
Eliphius-Statue in Domrémy-la-Pucelle (1709)
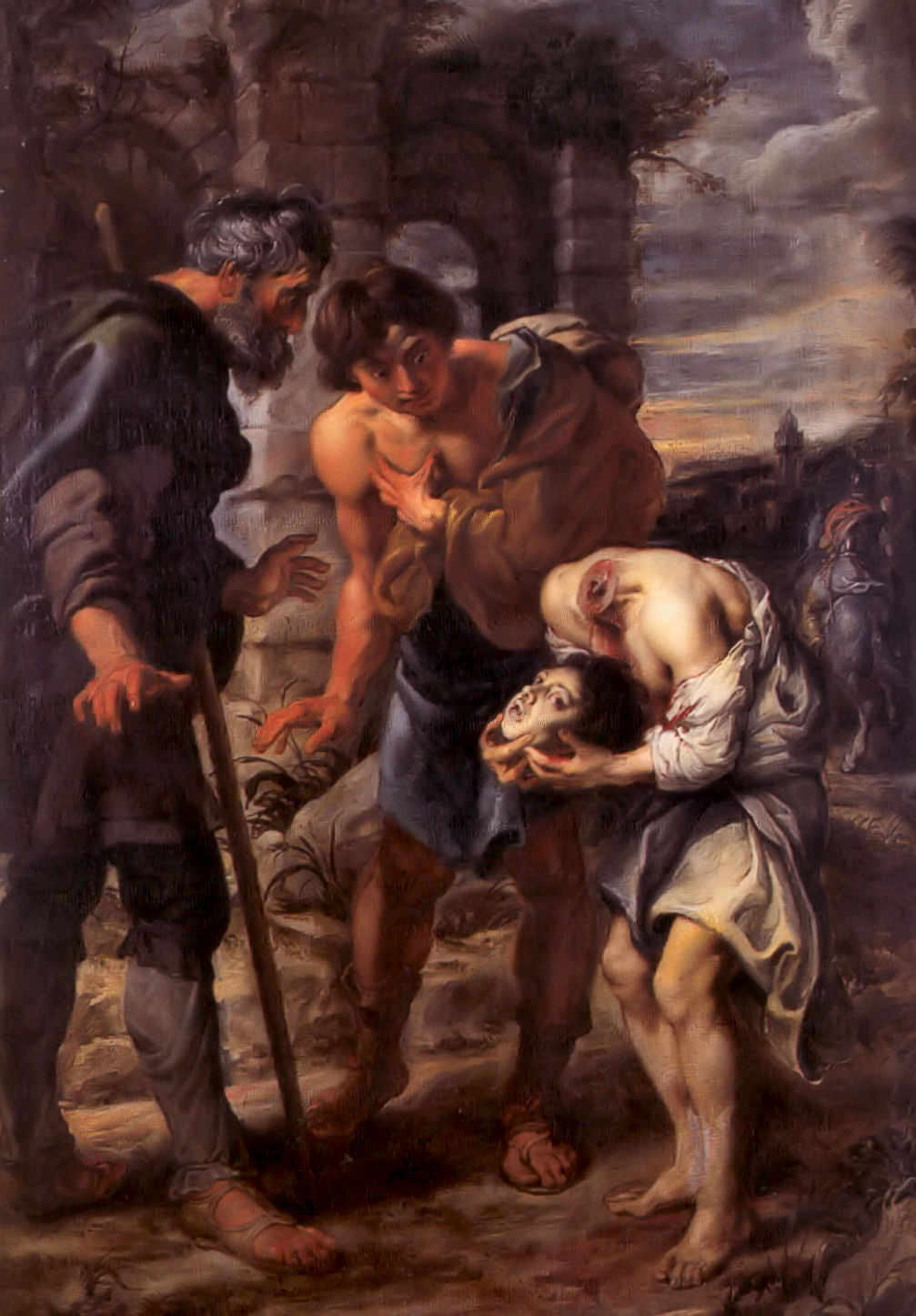
Peter Paul Rubens – Martyrium des hl. Justus
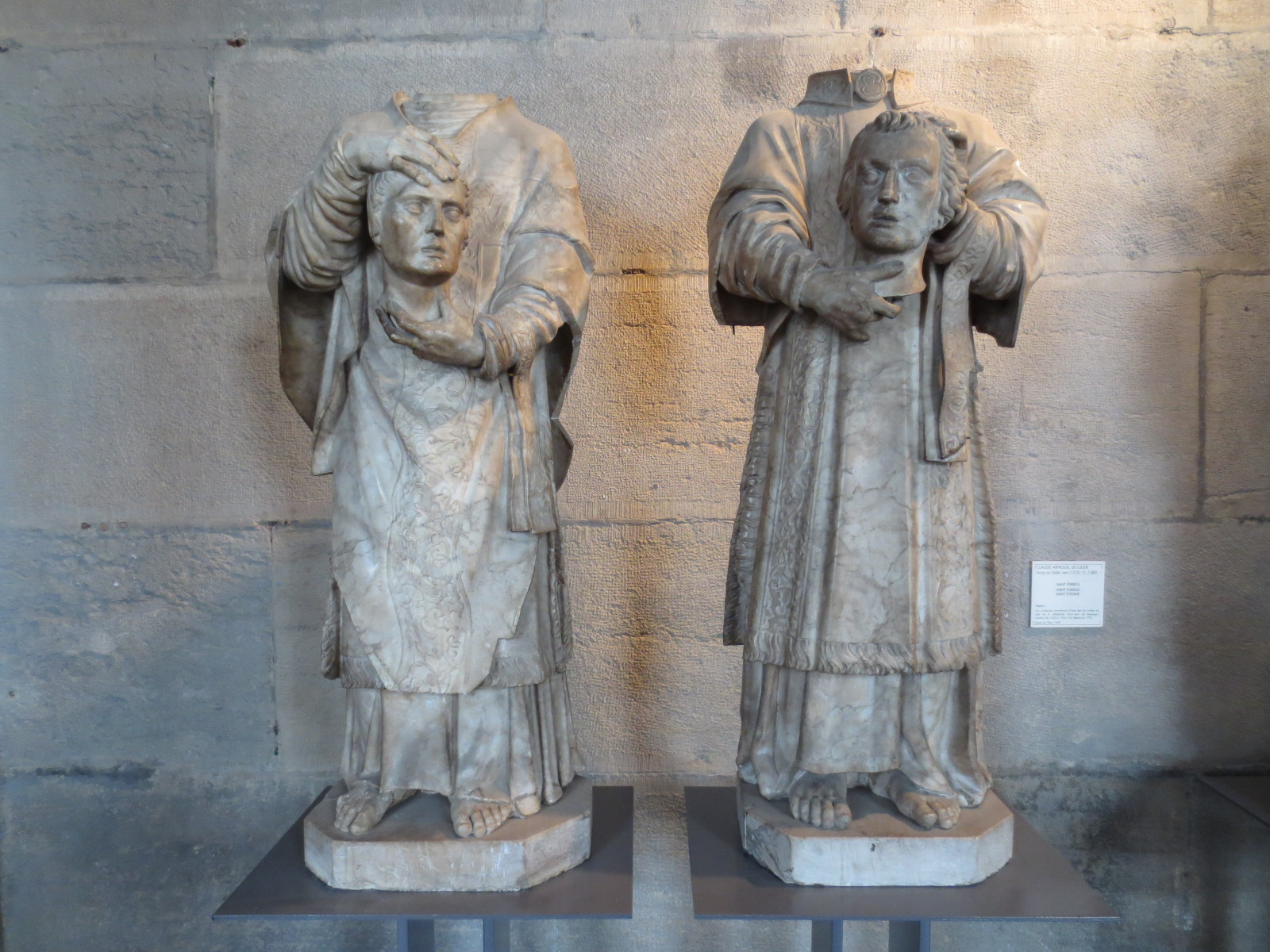
Ferreolus und Ferrutius
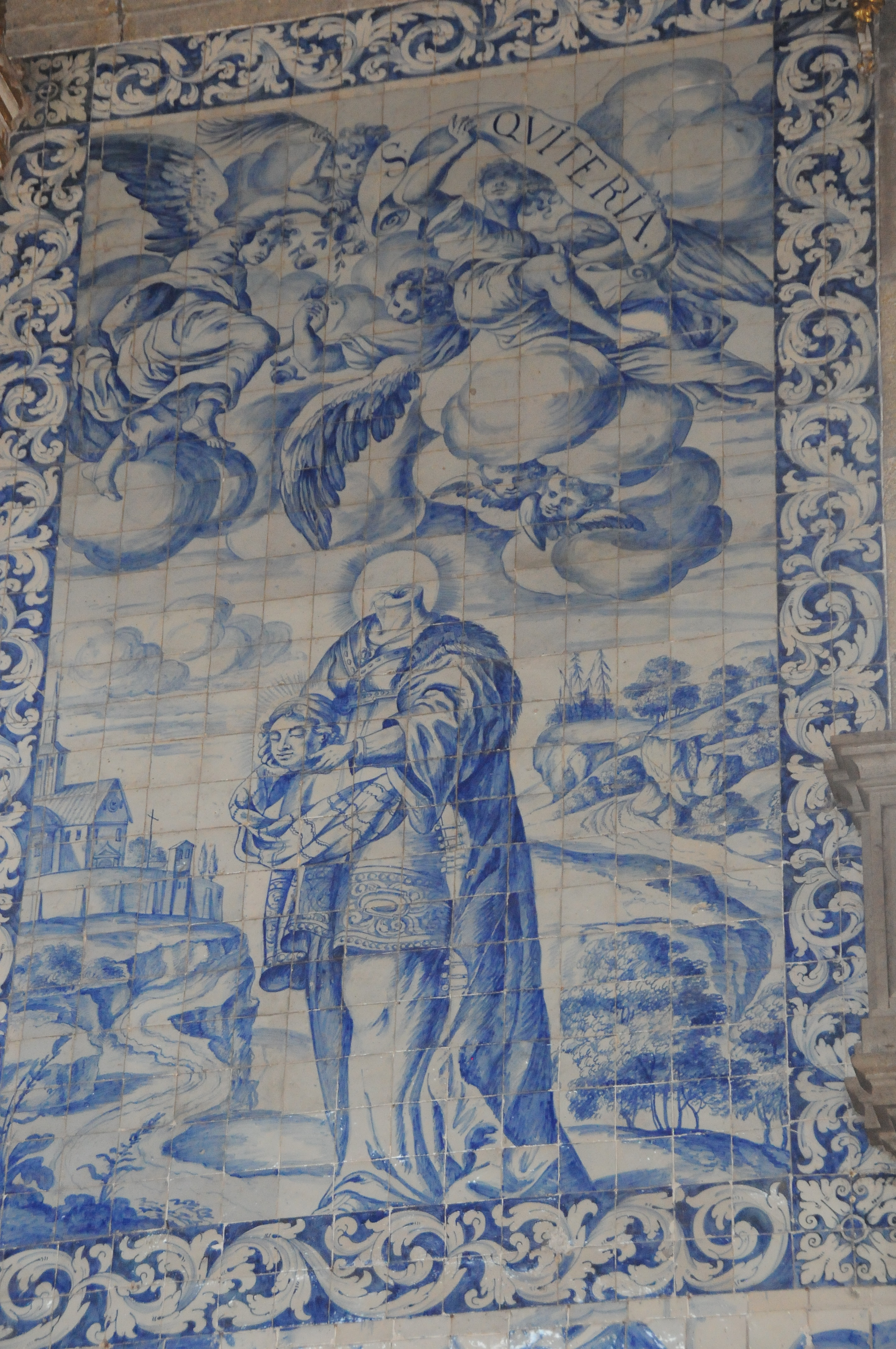
Quiteria
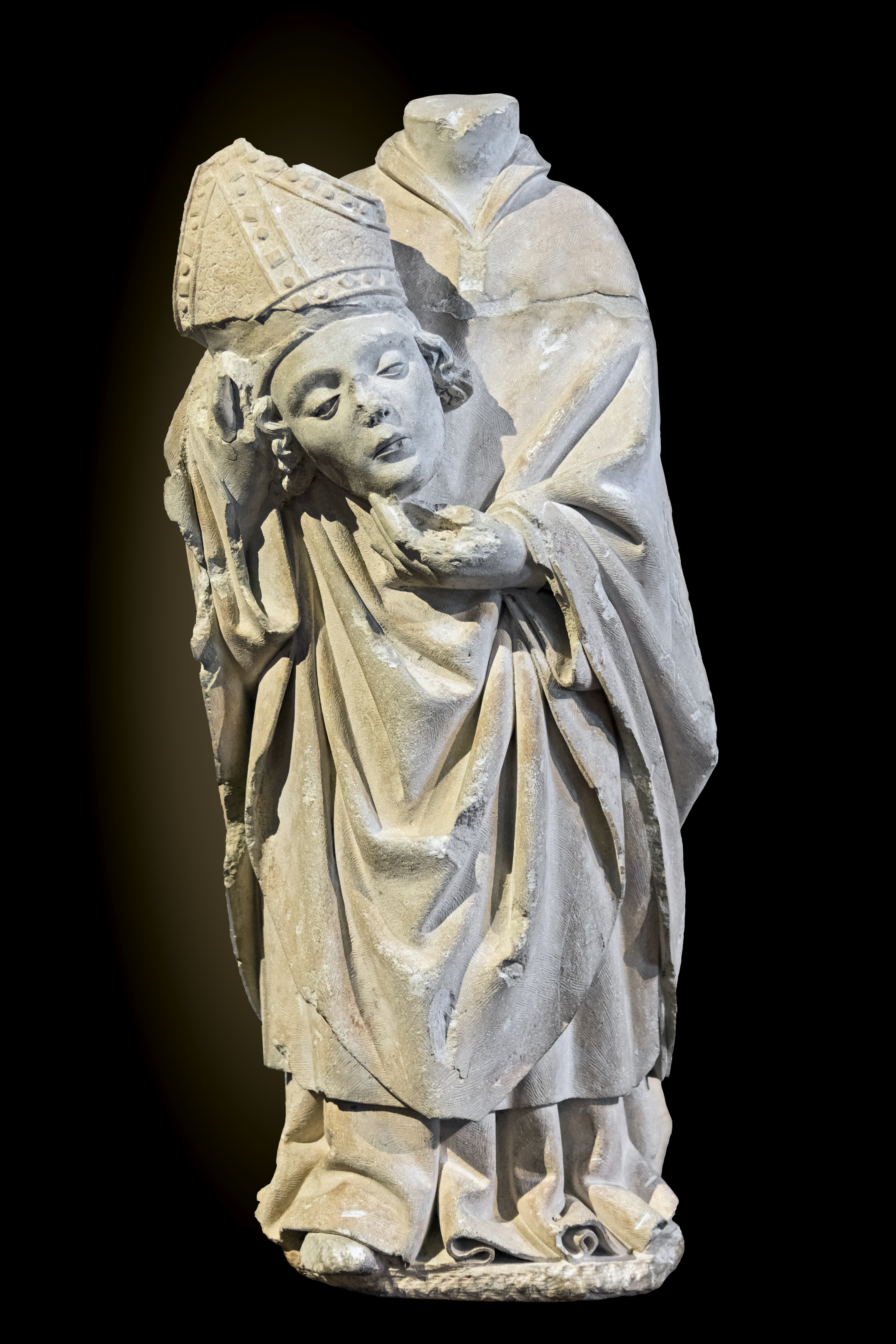
Unbekannter Cephalophore